# 하세베 아야토
하세베 아야토(일본어: 長谷部 彩翔, 1990년 2월 6일 ~ )는 일본의 전 축구 선수이다.

## 구단 경력
알비렉스 니가타, 일본 축구 전문학교, 츠바이겐 가나자와, FC 간주 이와테에서 활동하였다.